# Saas-Grund
Saas-Grund (walsertyska: Saas-Grùnd) är en ort och kommun i distriktet Visp i kantonen Valais, Schweiz. Kommunen har 1 067 invånare (2023).